# Cheirocratella thori
Cheirocratella thori is een vlokreeftensoort uit de familie van de Cheirocratidae. De wetenschappelijke naam van de soort is voor het eerst geldig gepubliceerd in 1940 door Stephensen.